# Brigands, chapitre VII
Pour plus de détails, voir Fiche technique et Distribution.
Brigands, chapitre VII est un film français réalisé par Otar Iosseliani et sorti en 1996.

## Synopsis
À travers différentes époques, le personnage de Vano apparaît toujours parmi les voleurs, traîtres, tueurs.

## Fiche technique
- Titre : Brigands, chapitre VII
- Réalisation : Otar Iosseliani
- Scénario : Otar Iosseliani
- Musique : Nicolas Zourabichvili
- Photographie : William Lubtchansky
- Montage : Marie-Agnès Blum
- Décors : Emmanuel de Chauvigny
- Costumes : Cori D'Ambrogio
- Sociétés de production : Pierre Grise Productions | La Sept Cinéma
- Société de distribution : Pierre Grise Distribution
- Pays d'origine :  France
- Format : couleur Eastmancolor  - 1,66:1 -  35 mm - son  Dolby SR
- Genre : comédie dramatique
- Durée : 129 minutes
- Date de sortie : 
  - France : 22 janvier 1997
- Classification : 
  - interdiction aux moins de 13 ans à sa sortie en salles en Argentine
  - interdiction aux moins de 12 ans à sa sortie en salles au Portugal

## Distribution
- Amiran Amiranashvili : Vano
- Davit Gogibedashvili : Sandro
- Giorgi Tsintsadze : Spiridon
- Nino Ordjonikidze : Eka
- Aleqsi Jakeli : Victor
- Niko Kartsivadze : Cola
- Keli Kapanadze : Lia
- Nico Tarielashvili : Nico

## Distinctions
- Grand prix du jury de la Mostra de Venise en 1996.